# Batalla de Verona (489)
La batalla de Verona se libró el 30 de septiembre de 489 entre el ejército del rex Odoacro y los invasores ostrogodos liderados por Teodorico el Grande, quien obtuvo una victoria decisiva. El enfrentamiento marcó el fin del breve dominio sobre Italia de Odoacro, que se vio obligado a refugiarse en Ravena, donde se rindió a Teodorico después de tres años de asedio. Se dice que la matanza fue tan grande que el río Adigio se tiñó de rojo debido a la cantidad de muertos. Tufa, el general del ejército hérulo, se rindió a Teodorico poco después, lo que le permitió tomar Milán fácilmente.